# 13853 Jenniferfritz
13853 Jenniferfritz è un asteroide della fascia principale. Scoperto nel 1999, presenta un'orbita caratterizzata da un semiasse maggiore pari a 2,4213635 UA e da un'eccentricità di 0,1787050, inclinata di 2,11416° rispetto all'eclittica.